# روبرت ميريل لي
روبرت ميريل لي (بالإنجليزية: Robert Merrill Lee)‏ هو ضابط أمريكي، ولد في 13 أبريل 1909 في هينسديل في الولايات المتحدة، وتوفي في 29 يونيو 2003 في روكليدج في الولايات المتحدة.